# Cool Hand Luke
Cool Hand Luke (bra: Rebeldia Indomável; prt: O Presidiário) é um drama estadunidense de 1967 dirigido por Stuart Rosenberg. O roteiro de Donn Pearce e Frank Pierson adapta a novela homônima de autoria de Pearce. A trilha sonora do filme é de Lalo Schifrin.

## Elenco
- Paul Newman...Luke Jackson
- George Kennedy...Dragline
- J.D. Cannon...Society Red
- Lou Antonio...Koko
- Robert Drivas...Loudmouth Steve
- Strother Martin...Capitão
- Jo Van Fleet...Arletta
- Clifton James...Carr
- Morgan Woodward...Chefe Godfrey
- Luke Askew...Chefe Paul
- Marc Cavell...Coelho
- Richard Davalos...Blind Dick

 
|
- Robert Donner...Chefe Shorty
- Warren Finnerty...Tattoo
- Dennis Hopper...Babalugats
- John McLiam...Chefe Keen
- Wayne Rogers...Jogador
- Harry Dean Stanton...Tramp
- Charles Tyner...Chefe Higgins
- Ralph Waite...Alibi
- Anthony Zerbe...Homem do Canil
- Buck Kartalian...Dynamite
- Joe Don Baker...Mecânico
- Joy Harmon...A garota, Lucille
- Andre Trottier...Homem do Canil 2

### "Failure to communicate"

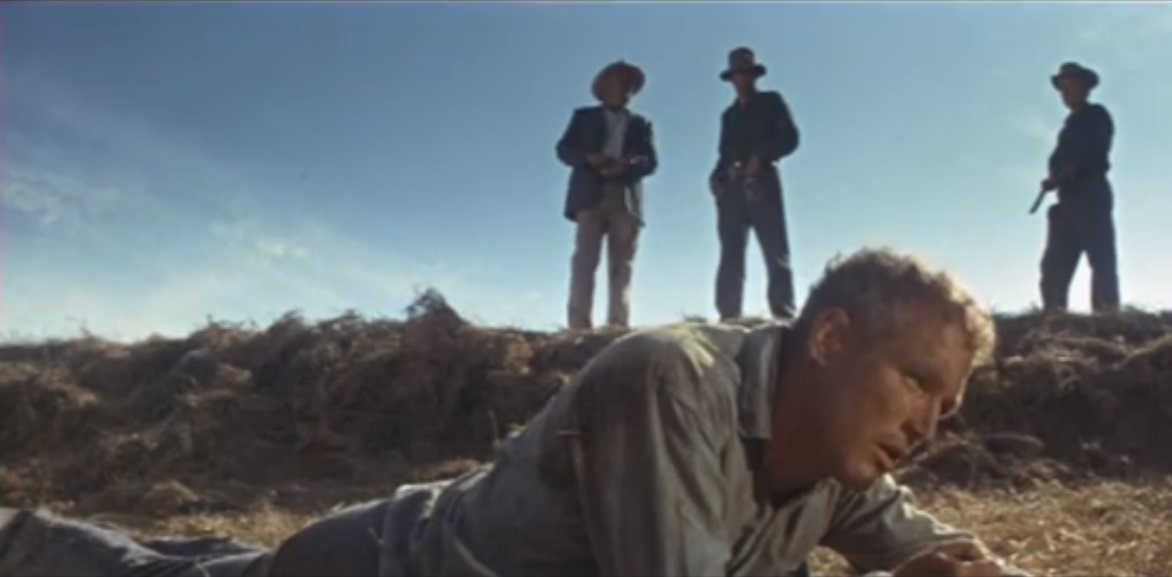
Após surrar Luke, o Capitão dá seu discurso.

## Temas